# Greven
Greven je město v německé spolkové zemi Severní Porýní-Vestfálsko, v zemském okrese Steinfurt ve vládním obvodu Münster.
V roce 2015 zde žilo 36 674 obyvatel.

## Poloha
Sousední obce jsou: Altenberge, Emsdetten, Ladbergen, Münster, Nordwalde, Ostbevern, Saerbeck a Telgte.